# L'únic joc de la ciutat
 L'únic joc de la ciutat  (títol original en anglès: The Only Game in Town) és l'última pel·lícula dels Estats Units dirigida per George Stevens, estrenada el 1970. Ha estat doblada al català.
El guió de Frank D. Gilroy és tret de la seva obra de teatre, estrenada a Broadway el 1968. Encara que el guió es desenvolupi a Las Vegas, la pel·lícula ha estat rodada completament en estudi a Paris.

## Argument
A la ciutat de Las Vegas (Estats Units), Fran Walker (Elizabeth Taylor), ballarina al final de la seva carrera, coneix Joe Grady (Warren Beatty), pianista de bar i jugador compulsiu, mentre espera un altre home, el seu amant Thomas Lockwood, home de negocis de San Francisco. Després de cinc anys d'espera, li ha d'anunciar que s'ha divorciat finalment.
En el moment en què Lockwood ha complert amb la seva paraula i és lliure de casar-se amb la seva amant, ella descobreix que s'ha enamorat de Joe, que ha acumulat finalment bastants diners per realitzar el seu somni de traslladar-se a Nova York i començar una nova vida allà. Joe haurà d'escollir entre una carrera possible a Manhattan o un matrimoni amb Fran.

## Repartiment
- Elizabeth Taylor: Fran Walker
- Warren Beatty: Joe Grady
- Charles Braswell: Lockwood
- Hank Henry: Tony
- Olga Valéry: Hooker

## Producció
20th Century Fox va pagar 550.000 dòlars per als drets de la pel·lícula abans que l'obra s'estrenés a Broadway, i pactà amb Gilroy un pagament de 150.000 dòlars per escriure el guió. L'obra, protagonitzada per Tammy Grimes i Barry Nelson, no va tenir èxit i només van fer setze representacions.
Inicialment, Frank Sinatra havia firmat per interpretar a Joe. Però quan Elizabeth Taylor va emmalaltir, es va ajornar la filmació. Sinatra va haver de deixar el projecte per complir amb un altre compromís amb el Caesar's Palace de Las Vegas i va ser substituït per Warren Beatty.